# Lubuk Umbut
Lubuk Umbut is een bestuurslaag in het regentschap Siak van de provincie Riau, Indonesië. Lubuk Umbut telt 516 inwoners (volkstelling 2010).